# 渥太華市民醫院
渥太華市民醫院（英語：Ottawa Civic Hospital），正式稱為渥太華醫院市民分院（The Ottawa Hospital - Civic Campus），是渥太華醫院的三個分院之一，位於加拿大安大略省渥太華卡靈路1053號，於1924年啟用。該分院擁有549張床位，以及該地區唯一的成人創傷中心，為安大略省東部、魁北克省烏塔韋區和努拿烏特地區東部提供服務。該院還設有渥太華大學心臟科醫院，為渥太華醫院的患者提供心臟護理。
二戰期間，荷蘭流亡在外的朱麗安娜公主於1943年1月19日在渥太華市民醫院生下女兒瑪嘉烈公主。加拿大國會通過法例，將該院產科病房暫時訂為域外，以避免影響新生荷蘭公主的公民身分。